# 8 (film din 2008)
8 este un film de antologie format din opt scurtmetraje având ca subiect cele opt Obiective de Dezvoltare ale Mileniului.

## Subiecte
Opt regizori au avut „carte blanche” pentru a trata unul dintre cele opt subiecte:
- Segmentul Visul Tiyei de Abderrahmane Sissako⁠(d) (eradicarea sărăciei extreme și a foametei)
- Segmentul Scrisoarea de Gael García Bernal (educație primară universală)
- Segmentul Cum poate fi? de Mira Nair (promovarea egalității de gen și împuternicirea femeilor)
- Segmentul Conacul de pe deal de Gus Van Sant (reducerea ratei mortalității infantile)
- Segmentul Povestea lui Panshin Beka de Jan Kounen⁠(d)  (îmbunătățirea sănătății materne)
- Segmentul SIDA de Gaspar Noé (combaterea HIV/SIDA, malariei și a altor boli)
- Segmentul Jurnalul apei de Jane Campion⁠(d) (asigurarea sustenabilității mediului)
- Segmentul De la persoană la persoană de Wim Wenders  (dezvoltarea unui parteneriat global al dezvoltării) [4]